# Rho (Lombardei)
Rho [rɔ]  ist eine italienische Gemeinde (comune) mit 50.848 Einwohnern (Stand 31. Dezember 2023) in der Metropolitanstadt Mailand, Region Lombardei.

## Geografie
Der Ort liegt 156 m über dem Meeresspiegel am Ufer des Flusses Olona. Er erstreckt sich über eine Fläche von 22 km² und seine Einwohnerdichte beträgt 2326 Einwohner/km².

## Geschichte

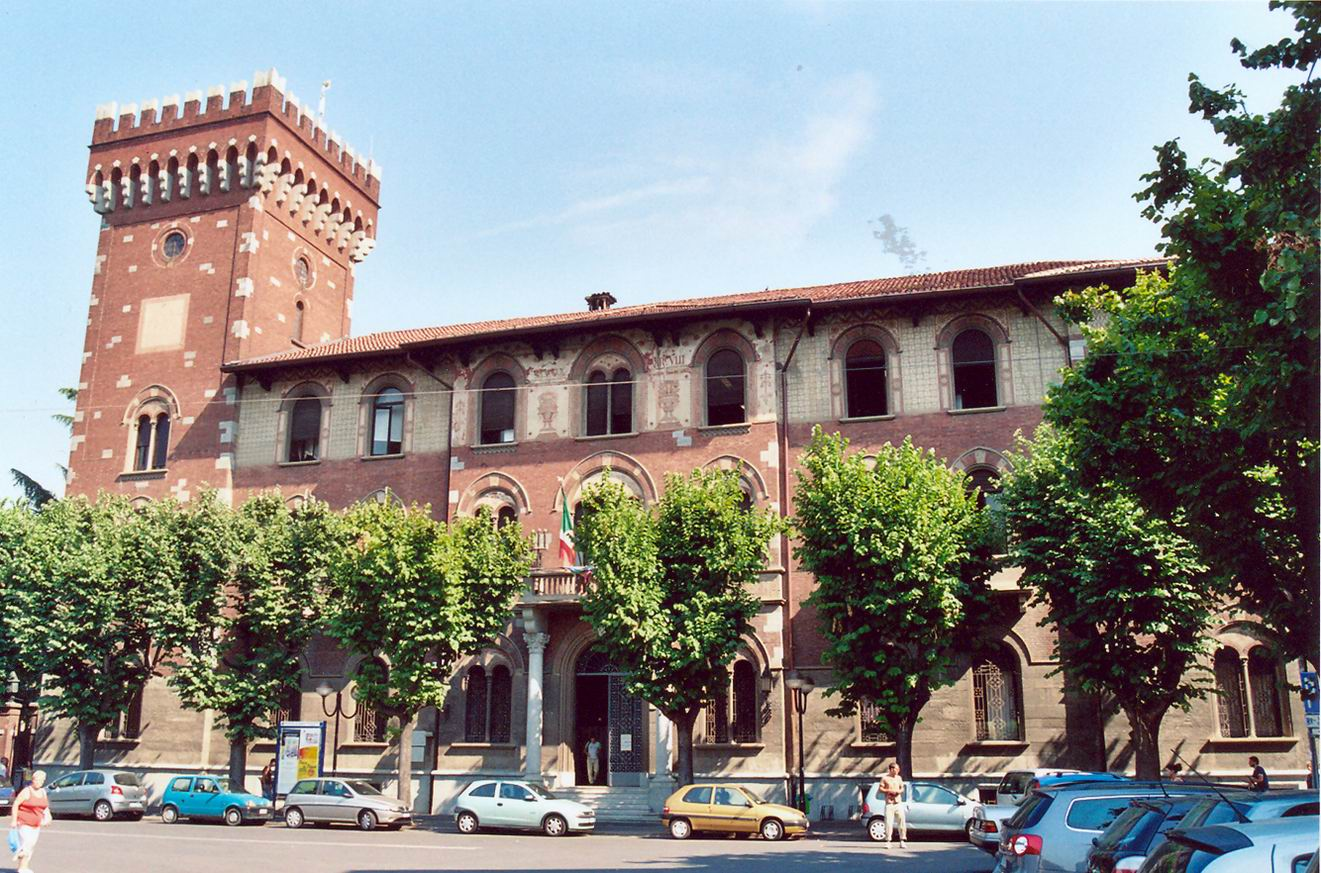
Rathaus von Rho

Die erste urkundliche Erwähnung der Stadt stammt aus dem Jahre 846, noch unter dem Namen Vico Raudo. In alten Dokumenten finden sich noch weitere Namen, wie Rhode, Rodo, Raude, Raudo, Rhaudum, Rò und Rhò.
Im Jahre 1004 wird von Enrico II. ein Gericht eingerichtet, die Stadt erhält das Marktrecht und es werden erste Kanäle zur Bewässerung der Felder gebaut. Die Stadt nimmt aktiv an der Gestaltung des öffentlichen Lebens des Staates Mailand teil.
Im Mai 1160 wird der Ort von den Truppen Barbarossas bei einem Angriff auf Mailand zerstört, jedoch in relativ kurzer Zeit neu errichtet.
Um 1300 wird das erste Krankenhaus eröffnet, das von Augustinermönchen geführt wird. Um das Jahr 1500 wird ein Kloster der Augustiner errichtet, das später von den Truppen Napoleons zerstört wird. Vom 16. bis zum 19. Jahrhundert wurde am Nordrand der Altstadt das Santuario dell’Addolorata errichtet.
1932 wurde Rho der Ehrentitel città (dt. Stadt) verliehen.

## Wirtschaft und Verkehr
Die Stadt ist ein wichtiger Eisenbahnknotenpunkt, hier treffen sich die Strecken Mailand-Novara und Mailand-Varese. Der Ort ist auch ein Zentrum der Chemie- und Textilindustrie.
Die 2005 fertiggestellten Erweiterungen des Mailänder Messegeländes Fieramilano befinden sich auf dem Gebiet von Rho und der angrenzenden Gemeinde Pero. Am Bahnhof Rho Fiera endet ein Zweig der Linie M1 der Metropolitana di Milano.

## Persönlichkeiten
- Gabriele da Rho (* um 1455–nach 1478), Bildhauer, Schüler des Giovanni Antonio Amadeo[3][4]
- Giancarlo Zucchetti (* 1930), Radrennfahrer
- Luigi Borghetti (* 1943), Bahnradsportler und Weltmeister
- Federico Paris (* 1969), Radrennfahrer und Weltmeister
- Luca Wackermann (* 1992), Radrennfahrer
- Kevin Giovesi (* 1993), Automobilrennfahrer
- Raoul Bellanova (* 2000), Fußballspieler